# Гребешковая патирия
Гребешко́вая пати́рия (лат. Patiria pectinifera) — вид морских звёзд из рода Patiria семейства астериниды отряда вальватид (Valvatida). Очень неприхотливый и многочисленный вид.

## Внешний вид и строение
Имеют широкий диск и очень короткие лучи. Лучей обычно пять, но изредка встречаются особи с четырьмя и даже девятью лучами. Диаметр до 18 см. Верхняя сторона слегка выпуклая, синяя (от голубой до тёмно-синей) с яркими пятнами (от красных до оранжевых). Брюшная сторона плоская, однотонная, жёлтого цвета, на ней есть короткие гребешки из мелких иголочек, соединённые перепонкой.

## Распространение и места обитания
Обитают вдоль побережья Тихого океана от Южных Курил и залива Анива до Жёлтого моря. Встречаются от литорали до глубины 40 м. Молодь прячется под камнями на литорали.

## Питание
Всеядные падальщики и хищники. Обнаружив труп крупного животного, «выворачивают» на него желудок и переваривают вне своего тела. Мелких животных глотают.

## Синонимы[3]
- Asterina pectinifera (Muller & Troschel, 1842)
- Asteriscus pectinifera Müller & Troschel, 1842

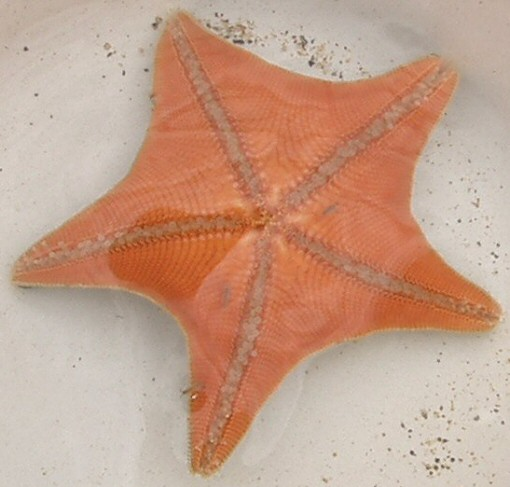
Patiria pectinifera, вид снизу
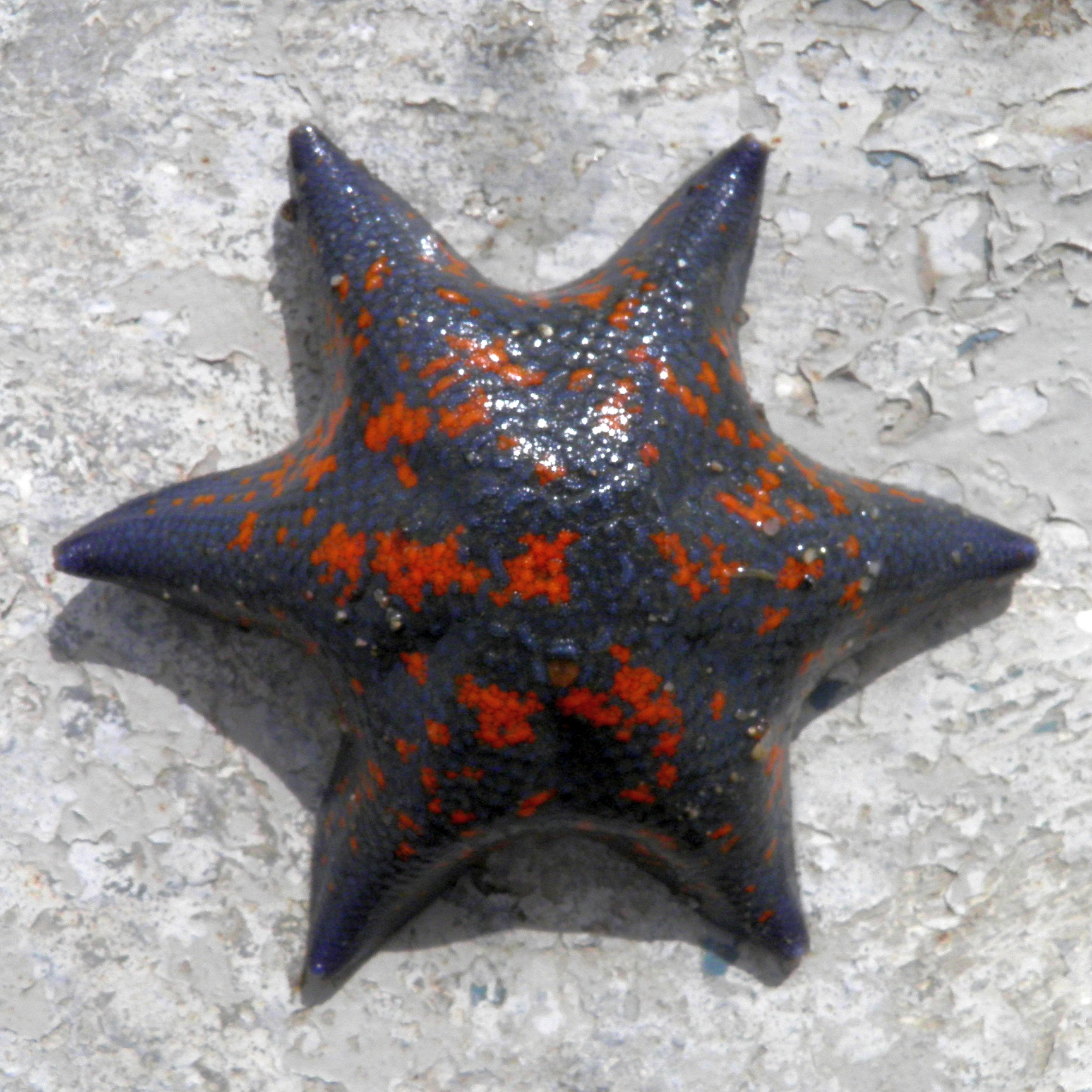
Patiria pectinifera, особь с шестью лучами, вид сверху
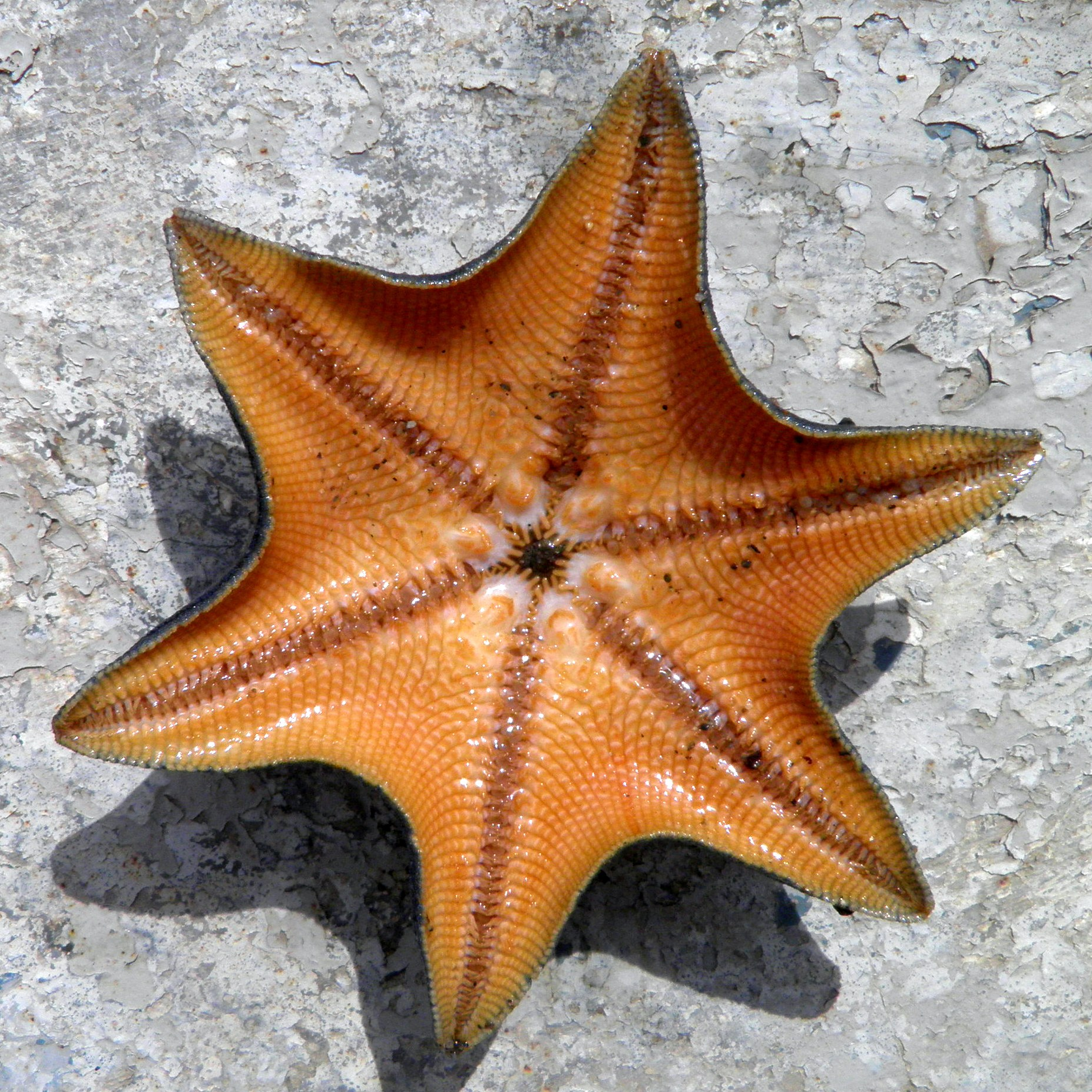
Patiria pectinifera, особь с шестью лучами, вид снизу
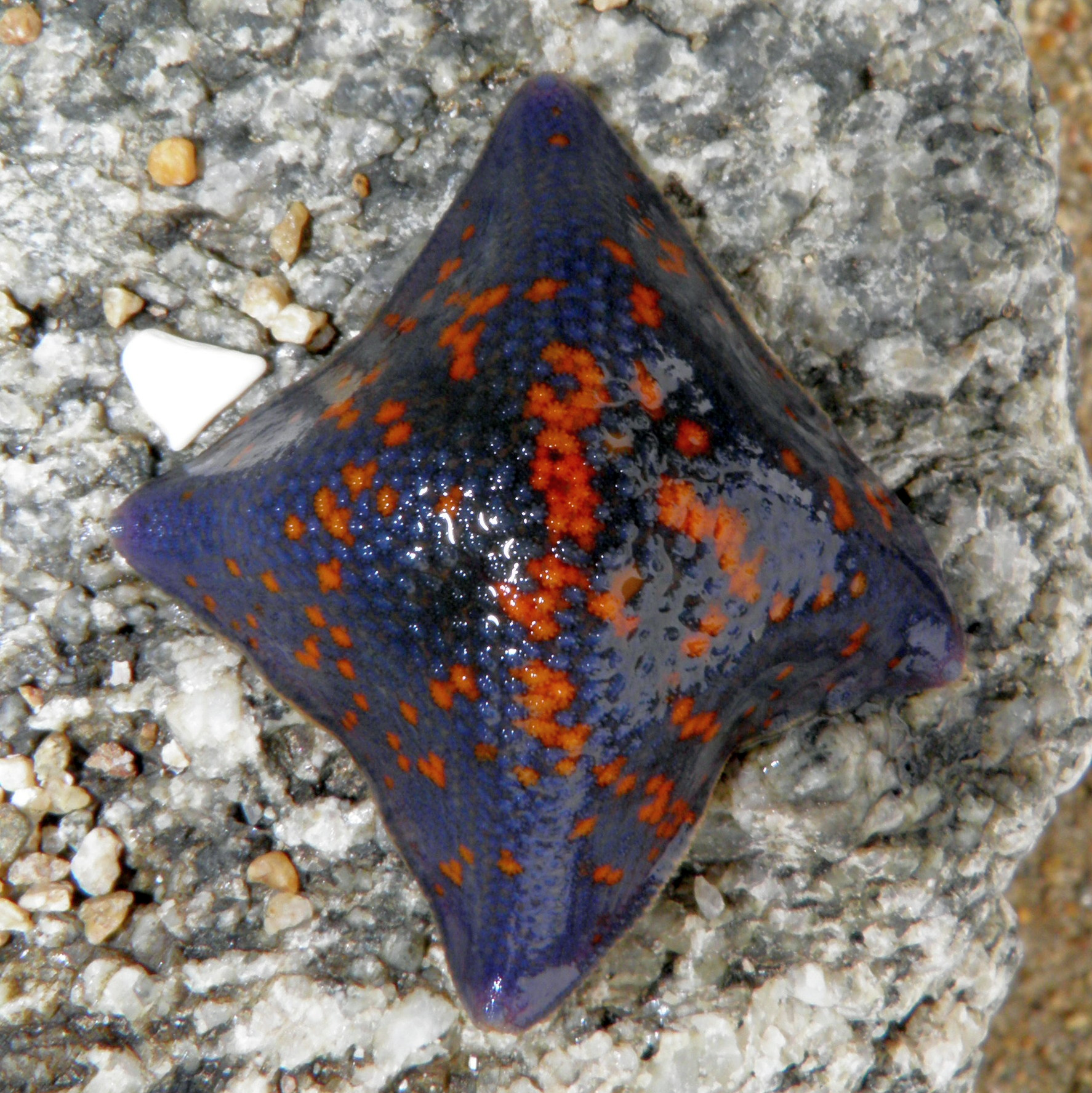
Patiria pectinifera, особь с четырьмя лучами, вид сверху
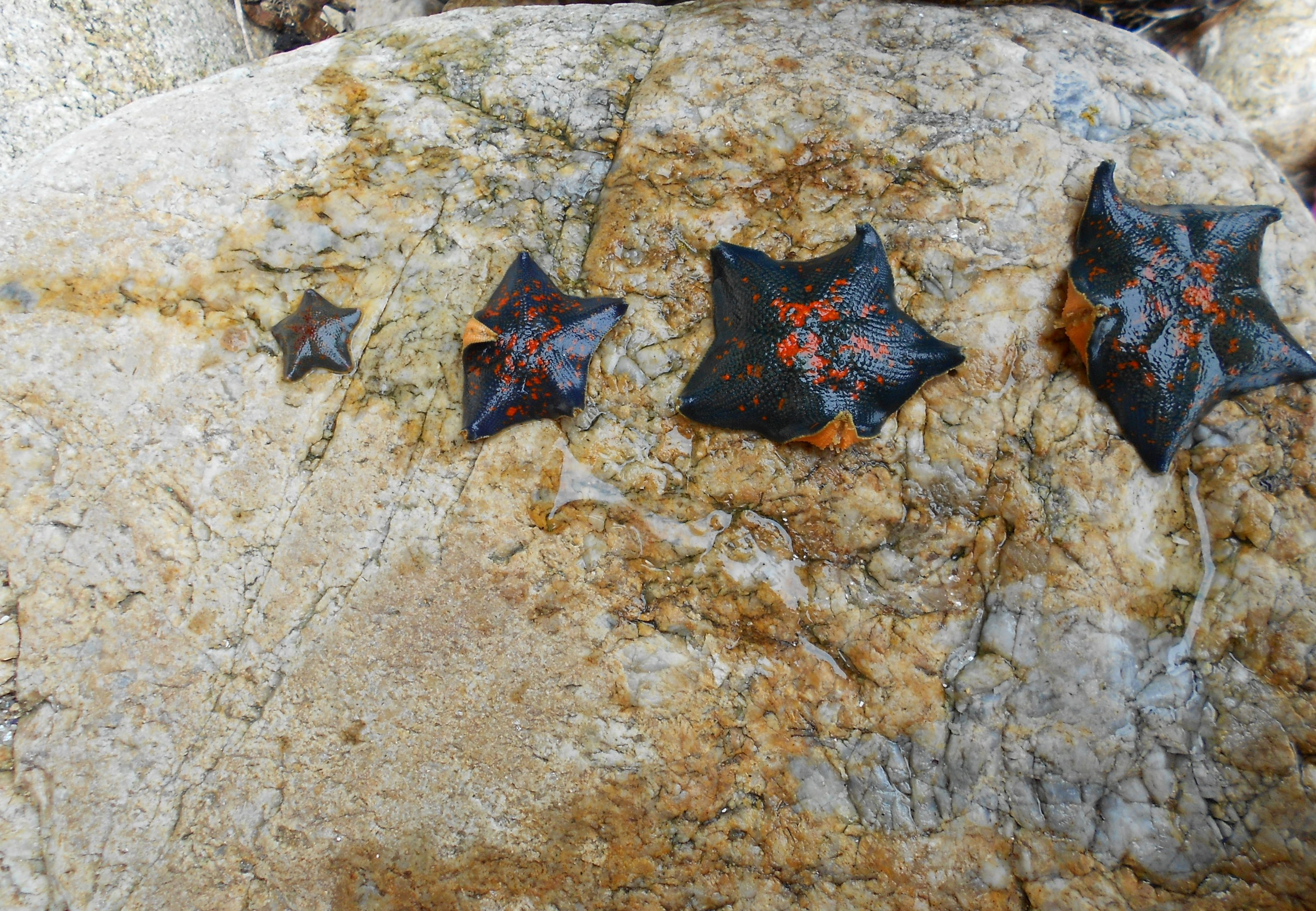
Морские звёзды вида Patiria pectinifera разного размера (от очень маленькой до особи покрупнее) найдены у берегов залива "Восток" в Японском море
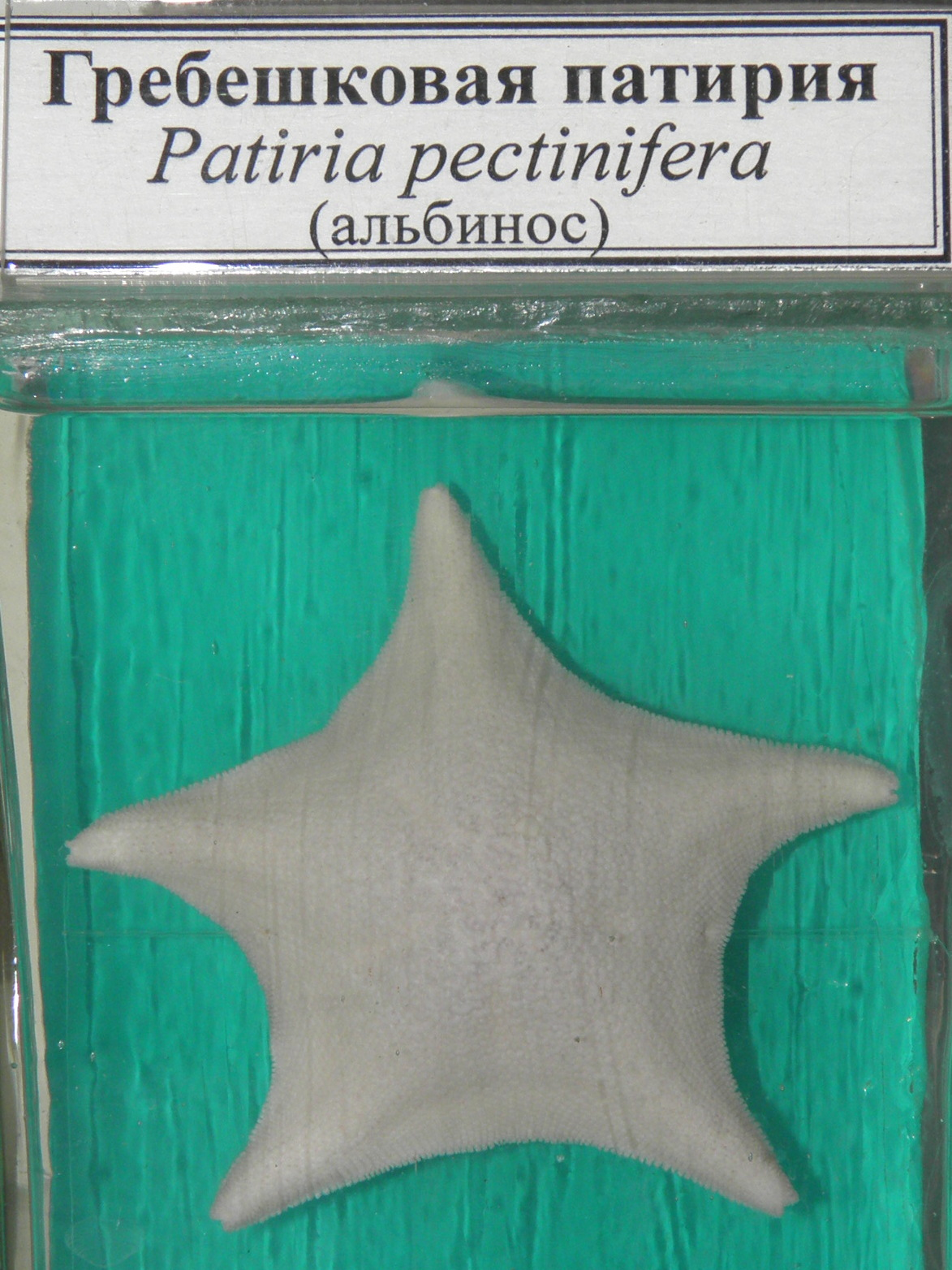
Patiria pectinifera, альбинос